# 109 f.Kr.
| 109 f.Kr.          |
| ------------------ |
| Dødsfald - Fødsler |
|                    |

## Født
- Spartacus, gladiator og oprører.